# Добротка
Добротка (словац. Dobrotka) — річка в Словаччині; ліва притока Нітри. Протікає в окрузі  Нітра.
Довжина — 14.2 км. Виникає як відгалуження одного з рукавів Нітри біля села Бадиці.
Протікає територією села Подгорани та міської частини Дражовце.
Впадає в Нітру на висоті 139 метрів.